# El genet solitari
El genet solitari (originalment en anglès, Lone Ranger) és un personatge fictici creat per l'escriptor Fran Striker. És un ranger de Texas emmascarat del vell oest dels Estats Units, interpretat originalment per Paul Halliwell (veu en la ràdio), que galopa per esmenar injustícies amb l'ajuda del seu astut i lacònic acòlit, el natiu potawatomi anomenat Ximple (Toro, als països de parla hispana a causa que el nom original es va considerar pejoratiu). Es faria famosa la frase del genet solitari quan, muntat en el seu cavall blanc Plata, cavalcava cap al sol ponent cridant: “Hi-jo, Silver, away!” (“Arri, Plata, endavant!”).
La primera aparició del personatge va ser en 1933, en un programa de ràdio nord-americana que va romandre molt temps en l'aire, creat pel productor George W. Trendle. L'actor de les Primeres Nacions de Canadà, l'actor mohawk Jay Silverheels, va interpretar a Ximple des de 1949 fins a 1957. En la nova versió de Disney, The Lone Ranger (2013), Johnny Depp va ser triat per representar el paper de l'indígena Ximple, i Armie Hammer per interpretar al Muntaner Solitari.

## Denominació
El títol original en anglès fou The Lone Ranger fent referència a la tasca de vigilant i garant de la Justícia del personatge principal. Literalment ve a ser El guardabosc solitari. La versió de Disney, The Lone Ranger (2013), Johnny Depp va ser titulada a la Corporació Catalana de Mitjans Audiovisuals amb el nom d'El genet solitari i amb aquest nom s'estrenà a TV3 el 16 de maig de 2008.

## Possibles inspiracions
El personatge va ser inspirat per El Zorro i Robin Hood, segons documents històrics trobats en múltiples arxius. La major influència en la formació de The Lone Ranger va ser Tom Mix, evident en una carta datada el 21 de gener de 1933, en la qual el director James Jewell li va dir a Striker una setmana abans de l'estrena del programa: «Anem a publicar el fet que el Ranger és un tipus de Tom Mix». Tom Mix va ser una estrella de cinema de Hollywood que va definir el gènere dels westerns durant els primers dies del cinema.
Una sèrie de guies de referència anteriors suggereixen al Capità de Texas Ranger John R. Hughes, a qui li va dedicar el llibre The Lone Star Ranger, de Zane Grey, en 1915. Un altre suggereix a Bass Reeves, el primer diputat negre dels Estats Units a l'oest del riu Mississipi. Des de llavors, tots dos han estat desacreditats amb la reimpressió de documents històrics que proven que Zorro, Robin Hood i Tom Mix van ser les inspiracions. L'especulació es va originar en una biografia de Reeves de 2006 de l'historiador Art T. Burton, Black Gun, Silver Star. Burton va escriure: «Bass Reeves és la persona real més propera a semblar-se al Muntaner Solitari». Les afirmacions de Burton mai van ser provades i el mateix autor va afirmar que només teoritzà, sense saber al moment de la seva publicació que el suggeriment seria erroni com un fet.

El cinema serial The Masked Rider, llançat al maig de 1919, presentava a un vaquer mexicà amb una màscara i un vestit negre.

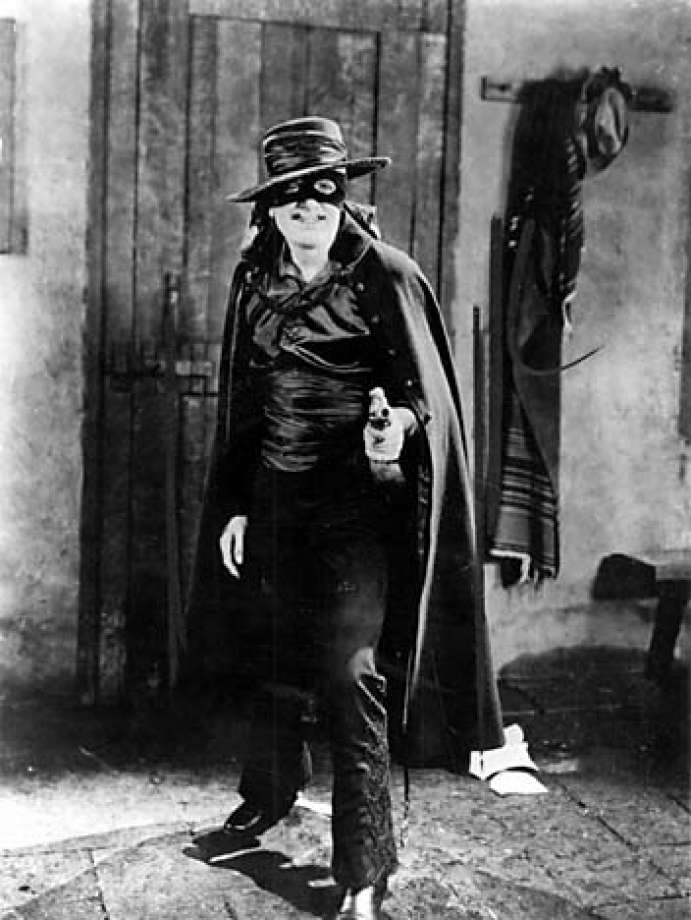
Douglas Fairbanks com a Zorro en The Mark of Guineu (1920)
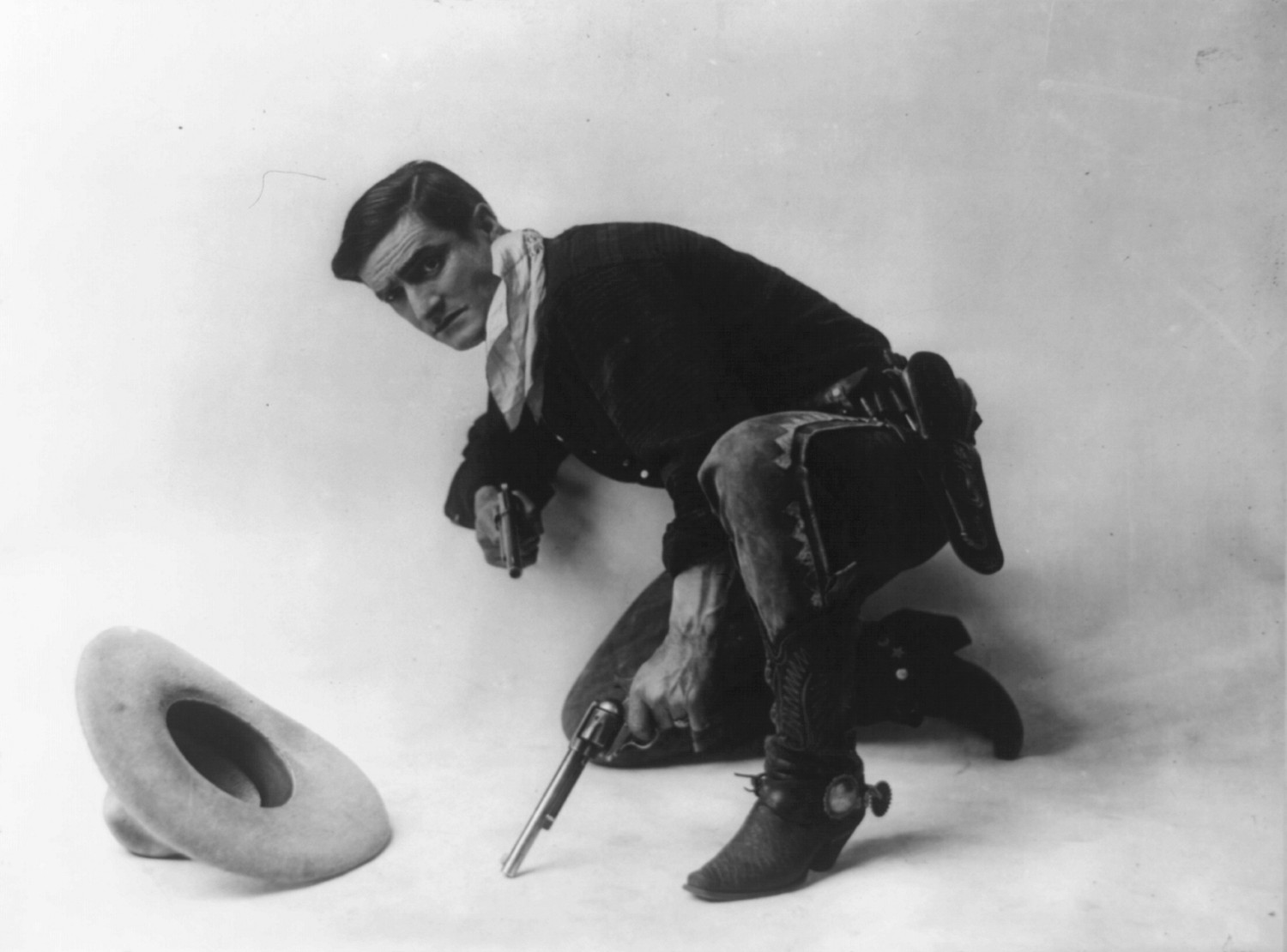
Tom Mix
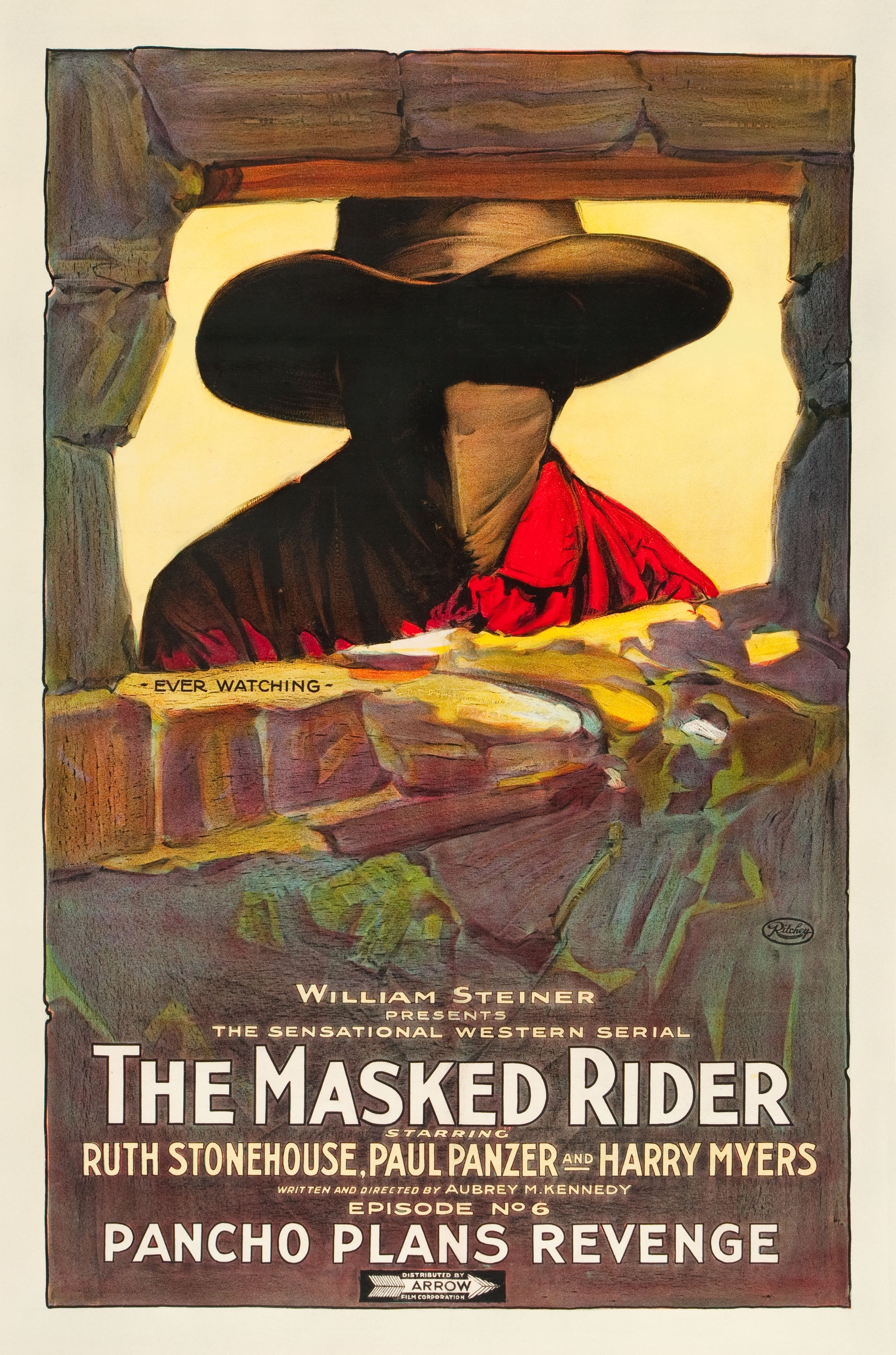
Cartell del cinema serial The Masked Rider.

## Seqüències inicials i finals
Les sèries de radio i televisió començaven habitualment amb la següent frase:
| « | A fiery horse with the speed of light, a cloud of dust, and a hearty “Hi-yo, Silver!”, The Lone Ranger! («Un fogós cavall amb la velocitat de la llum, un núvol de pols, i un calorós "Arri, Plata!", El genet solitari) | » |

 
Van existir altres seqüències per a l'entrada. La més comuna era una breu narració de l'origen del genet solitari i de com va conèixer a Ximple. El tema ho cantava un cor masculí. Aquesta versió a l'inici dels crèdits es va presentar per primera vegada en l'episodi "Lost City of Gold." (La ciutat perduda de l'or).
En posteriors episodis, la narració de l'entrada finalitzava amb:
| « | With his faithful Indian companion, Tonto, the daring and resourceful masked rider of the plains led the fight for law and order in the early western United States. Nowhere in the pages of history can one find a greater champion of justice. Return with us now to those thrilling days of yesteryear. From out of the past come the thundering hoofbeats of the great horse Silver! The Lone Ranger rides again! («Amb el seu fidel company indi Ximple, l'audaç i enginyós genet emmascarat de la plana va iniciar la seva lluita per la llei i l'ordre en els inicis de l'oest dels Estats Units. En cap de les pàgines de la història es pot trobar a un major campió de la justícia. Tornen a nosaltres ara aquests emocionants dies d'ahir. ¡Des del passat ve com un tro el galop de el gran cavall Plata! 'La Muntaner Solitari cavalca de nou!») | » |

 
Al final de cada episodi, un dels personatges solia lamentar el fet que no se sabia el nom real de l'heroi («Qui és aquest home emmascarat?»), només per dir: «És el genet solitari», mentre ell i Ximple cavalcaven al lluny.

## El genet solitari en diversos mitjans

### Historietes

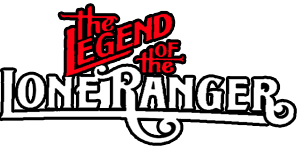
Logo del genet solitari

King Features Syndicate va distribuir a les tires còmiques a partir de setembre de 1938 fins a desembre de 1971. El primer va ser el dissenyador Ed Kressy, però va ser reemplaçat per Charles Flandes en 1939, qui va dissenyar la sèrie fins al final.
En 1948, Dell Comics va llançar una sèrie de quaderns d'historietes que va durar 145 números. Al principi van ser sol reimpressions de les tires còmiques, però a partir del nombre es van publicar set històries originals.

### Llibres
- 1936 : The Lone Ranger
- 1938 : The Lone Ranger and the Mystery Ranch
- 1939 : The Lone Ranger and the Gold Robbery
- 1939 : The Lone Ranger and the Outlaw Stronghold
- 1940 : The Lone Ranger and Ximple
- 1941 : The Lone Ranger at the Haunted Gulch
- 1941 : The Lone Ranger Traps the Smugglers
- 1943 : The Lone Ranger Rides Again
- 1943 : The Lone Ranger Rides North
- 1948 : The Lone Ranger and the Silver Bullet
- 1949 : The Lone Ranger on Powderhorn Trail
- 1950 : The Lone Ranger in Wild Horse Canyon
- 1951 : The Lone Ranger West of Maverick Pass
- 1952 : The Lone Ranger on Gunsight Mesa
- 1953 : The Lone Ranger and the Bitter Spring Feud
- 1954 : The Lone Ranger and the Code of the West
- 1955 : The Lone Ranger and Trouble on the Santa Fe
- 1956 : The Lone Ranger on Xarxa Butte Trail

### Televisió
El 1952 es va començar a emetre una sèrie de televisió protagonitzada per Clayton Moore com el Muntaner i Jay Silverheels com el seu company Ximple. Moore va ser substituït després per John Hart, encara que després va tornar a fer-se amb el paper. El programa va tenir una gran audiència i es va perllongar cinc temporades.

### Pel·lícules

#### The Lone Ranger
Es va estrenar en 1956, i va ser la segona adaptació cinematogràfica de la història. En aquest film, va ser Clayton Moore qui va interpretar de nou al protagonista, i Jay Silverheels, a Ximple. La pel·lícula va obtenir un gran èxit, i en 1958 es va estrenar una seqüela. Aquesta producció narra les aventures del genet solitari i Ximple, els qui han de destapar qui està darrere dels atacs suposadament realitzats per indis a ranxers.

#### La llegenda del genet solitari
El 1981, el director de cinema William A. Fraker va estrenar aquesta adaptació de l'heroi del western. Klinton Spilsbury va interpretar a John Reid/El genet solitari; Michael Horse, a l'indi Ximple, i Christopher Lloyd, al malvat Cavendish. Desafortunadament, el film no va anar molt bé rebut pel públic. Als Estats Units, va recaptar 12 milions de dòlars, i es desconeix la seva recaptació a nivell mundial.

#### El genet solitari
El 2013, Walt Disney Pictures va portar als cinemes una nova adaptació, aquesta vegada dirigida pel nord-americà Gore Verbinski. En aquest cas, va ser Armie Hammer qui va donar vida al Muntaner, Johnny Depp a Ximple; William Fichtner, a Cavendish, i Tom Wilkinson, a Latham. Encara que el film tampoc va tenir molt èxit, a les pàgines web se li va donar una nota de 7,6 i va recaptar 260 milions de dòlars a nivell mundial. Aquest film relata la mateixa història que el de 1981, amb alguns canvis i l'addició de nous personatges.

## Cultura popular
- Felipe, un dels protagonistes de les tires còmiques de Mafalda, és un fan del genet solitari.
- Nelson Muntz, personatge de la sèrie Els Simpson, en l'episodi Treehouse of Horror XVI en I’ve Grown a Costume on Your Face, discuteix que la seva disfressa és el del genet solitari, que tots confonen amb el d'un ós rentado per emprar greix com a antifaç.
- El personatge ha inspirat algunes sèries de pel·lícules mexicanes protagonitzades per Luis Aguilar, com Els cinc falcons[12] i El Ranchero Solitari.[13]
- En el llibre It de Stephen King la bicicleta de Bill Denbrough es diu "Silver" fent referència al Muntaner Solitari.
- En en capítol "The Murder of Jesse James" (01x12) de la sèrie Timeless, apareix el genet solitari inspirat en el personatge històric de Bass Reeves, protagonitzat per Satisfan Domingo